# Badenova Netze
Die Badenova Netze GmbH, kurz Badenova Netze (Eigenschreibweise: badenovaNETZE), ist ein Tochterunternehmen der Badenova AG & Co. KG mit Hauptsitz in Freiburg im Breisgau. Die Badenova Netze GmbH ist als Verteilnetzbetreiber für den Betrieb, die Planung, den Ausbau und die Instandhaltung der Strom-, Erdgas- und Wassernetze in ihrem Netzgebiet verantwortlich. Sie betreibt das Verteilnetz in weiten Teilen Südbadens für die Sparten Strom und Gas. In Freiburg, Lahr sowie in einigen anderen Kommunen betreibt sie auch das Wassernetz.

## Geschichte

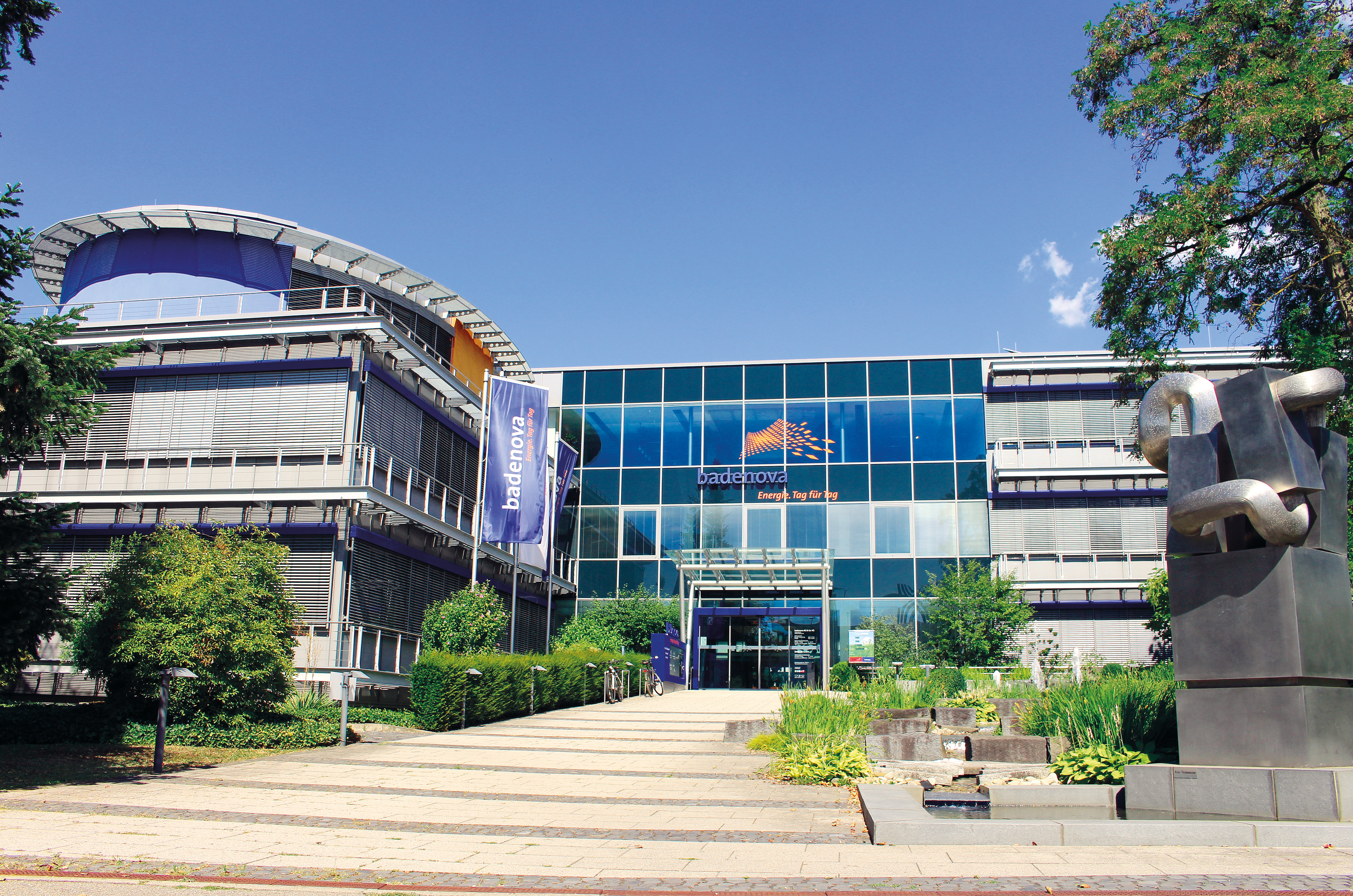
Badenova-Hauptgebäude in Freiburg im Breisgau

Die Badenova Netze GmbH ist eine Tochtergesellschaft der Badenova AG & Co. KG. Sie wurde 2007 unter dem Namen Bn Netze GmbH (Eigenschreibweise bnNETZE GmbH) aufgrund der Vorgaben des Energiewirtschaftsgesetzes zur Entflechtung gegründet. Hierbei musste sich die neue Gesellschaft im Namen sowie dem Außenauftritt samt Firmenlogo, vom Mutterkonzern Badenova abgrenzen um eine Verwechslung zwischen den Aktivitäten des Vertriebs und des Netzbetriebs auszuschließen. Seit dem 1. Januar 2023 firmiert das Unternehmen unter dem Namen Badenova Netze GmbH. Mit dieser Namensänderung verfolgt das Unternehmen das Ziel, bewusst näher an die Muttergesellschaft, die badenova AG, heranzurücken. Damit soll auch zum Ausdruck gebracht werden, dass die Netztochter ein wesentlicher Bestandteil der Geschäftstätigkeit von badenova insgesamt ist.

## Standorte
Der Hauptsitz der Badenova Netze GmbH befindet sich im Freiburger Industriegebiet Nord, auf dem Gelände von Badenova in der Tullastraße im Stadtteil Brühl. Weitere Standorte befinden sich in Lahr, Lörrach, Oberndorf, Offenburg, Tuttlingen, Sinzheim sowie in Waldshut-Tiengen.

## Erdgasnetz
Das Erdgasnetz von Badenova Netze umfasst eine Fläche von knapp 5.500 km² und erstreckt sich in Nord-Süd-Richtung von Baden-Baden bis zur Schweizer Landesgrenze, in West-Ost-Richtung von der französischen Landesgrenze bis nach Tuttlingen. Aufgrund der räumlichen Lage, ist das Netz dem Marktgebiet NetConnect Germany zugeordnet. Bei einer Leitungslänge von 8.153 km sind in diesem Netzgebiet 181.558 Zähler installiert. Die Dimension der verwendeten Leitungen reichen von DN 25 bis DN 450, die Druckstufen von PN 1 bis PN 70. Das Erdgas wird an mehreren Netzkopplungspunkten vom vorgelagerten Netzbetreiber, der Gasversorgung Süddeutschland, übernommen. Es gibt insgesamt 16 Netzkopplungspunkte, die nachgelagerte Netzbetreiber leitungstechnisch verbinden.
Bis 2019 betrieb Badenova Netze die Gaskugel in Freiburg-Betzenhausen, die sich noch in ihrem Besitz befindet.

## Stromnetz

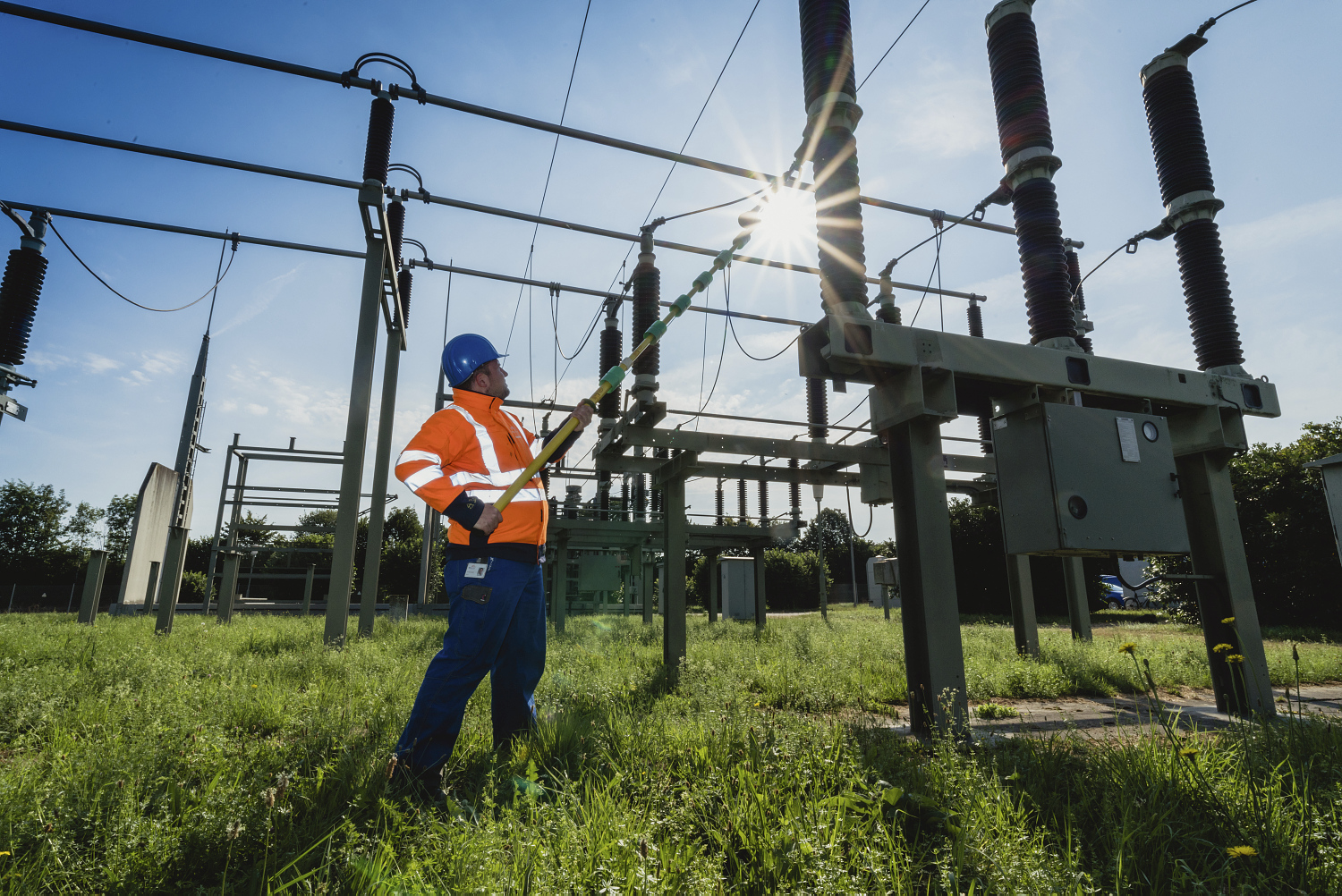
Bn Netze Mitarbeiter im Umspannwerk Bruckmatten

Das Stromnetz erstreckt sich über eine Fläche von rund 660 km² und hat eine Länge von 6.528 km. In diesem Netzgebiet sind 222.479 Zähler (Stand: 2020) installiert. Das Stromnetz umfasst Hoch-, Mittel- und Niederspannungsleitungen an dem rund 145.000 Haushalte angeschlossen sind. Die Badenova Netze GmbH ist Netzbetreiber für das Stadtgebiet Freiburg sowie die Gemeinden Au, Bad Krozingen, Breisach, Buchenbach, Buggingen, Ebringen, Gewerbepark Breisgau, Gottenheim, Heitersheim, Horben, Ihringen, Merdingen, Merzhausen, Neuenburg, Oberried, Pfaffenweiler, St. Peter, Stegen, Umkirch und Weisweil. Des Weiteren gehören die Gemeinden Wutöschingen und Lauchringen zum Stromnetzgebiet von Bn Netze.

## Straßenbeleuchtungsnetz
In den Versorgungsgebieten Freiburg, Breisach, Buggingen, Heitersheim, Merdingen, Ihringen, Ebringen, Weisweil und Bad Krozingen, ist Badenova Netze für den Unterhalt der Straßenbeleuchtung zuständig.

## Wasserversorgungsnetz

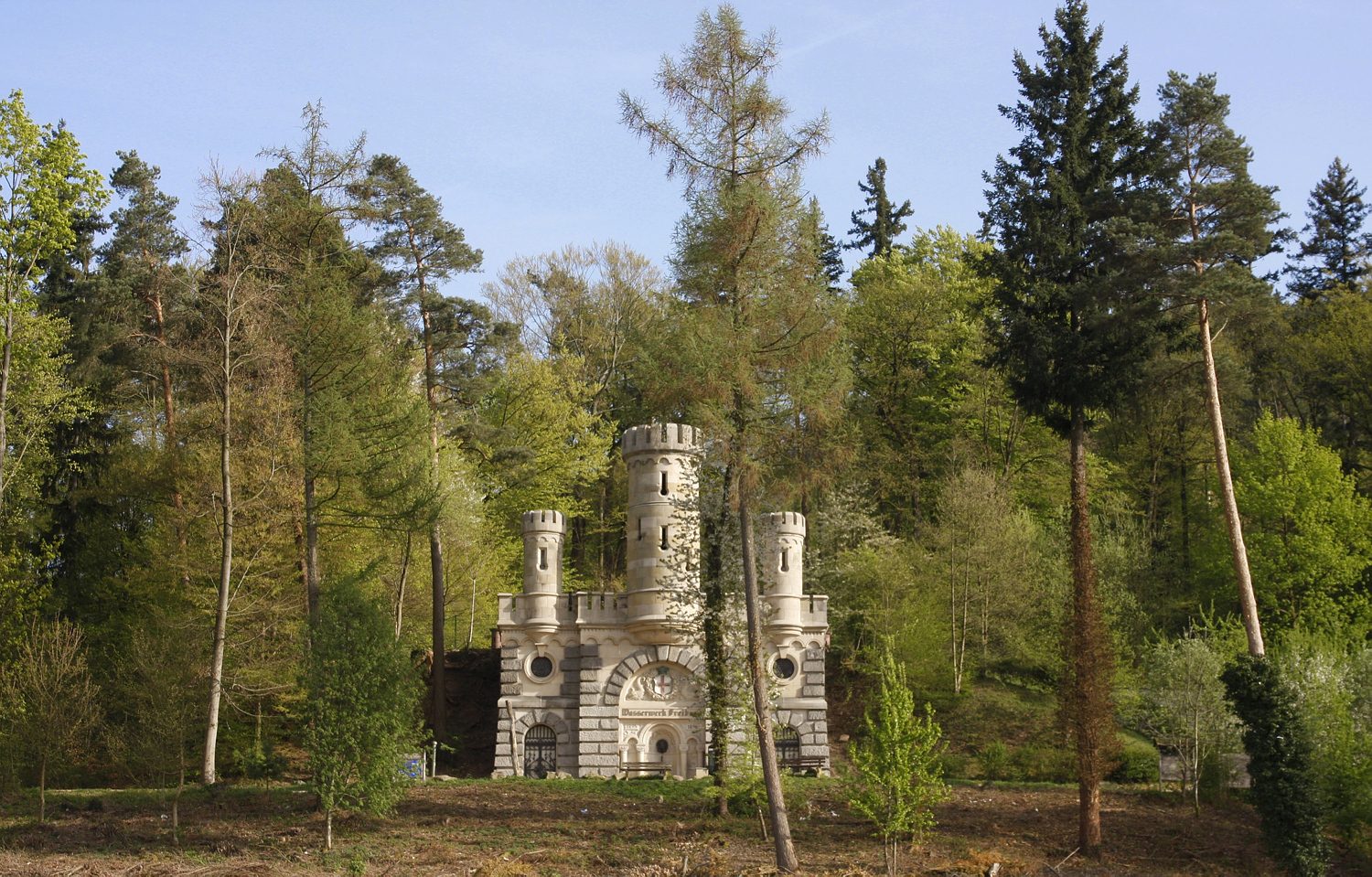
Das Freiburger Wasserschlössle ist ein historischer Wasserhochbehälter

Mit eigenen Wasserwerken und Verteilungsnetzen wird Trinkwasser an die Haushalte geliefert. Als Vollversorger oder im Auftrag der Kommunen als Dienstleiter betreibt und unterhält Badenova Netze die entsprechenden Versorgungsanlagen. In Freiburg und Lahr besitzt Badenova Netze eigene Wasserversorgungen, wofür diese beiden Städte der Badenova Netze GmbH Wasserkonzessionen erteilt haben. Die Netzlänge der Wasserrohre (inklusive Haushaltsanschlüssen) beträgt 1.372 Kilometer. Das Unternehmen hat 36.425 Zähler im Netz. Mit 34 weiteren Kommunen bestehen Partnerschaften im Bereich Wasser.

## Abwassernetz
Die Stadt Freiburg betreibt die Beseitigung des in ihrem Gebiet angefallenen Abwassers als Öffentliche Einrichtung in Form des Eigenbetriebs Stadtentwässerung. Die Stadt stellt die hierzu erforderlichen Anlagen bereit und hat für den Betrieb sowie den Unterhalt des Abwassernetzes die Badenova Netze GmbH beauftragt. Das Freiburger Kanalnetz hat eine Gesamtlänge von etwa 850 km. Davon gehören große Teile des Netzes dem Eigenbetrieb Stadtentwässerung, weitere Bereiche dem Garten- und Tiefbauamt, der Freiburger Verkehrs AG sowie dem Abwasserzweckverband Breisgauer Bucht. Das Kanalnetz teilt sich dabei etwa zu je einem Drittel in Misch-, Schmutz- und Regenwasser auf.
Um den jeweiligen Zustand des Kanalsystems festzustellen, werden die jeweiligen Kanäle turnusmäßig durch Badenova Netze einer kameratechnischen Untersuchung unterzogen. Die Kanalreinigung des Kanalnetzes ist ein weiterer wesentlicher Bestandteil der Aufgaben für Badenova Netze. Je nach Verschmutzungsgrad der Ablagerungen im Kanal wird hierfür ein entsprechender Spüldruck angewendet.
Die Unterhaltung der Regenwasseranlagen unterliegen ebenfalls Badenova Netze. Hier werden u. a. Regenüberläufe, Regenüberlaufbecken, Regenklärbecken, Regenwasserbehandlungsanlagen gereinigt und auf Zustand untersucht. Die Regen- und Hochwasserrückhaltebecken die bei Starkregenereignissen ihren Einsatz finden, haben einen großen Stellenwert in der Unterhaltung. Die Freiburger Bächle der Altstadt werden ebenso von Badenova Netze unterhalten. Neben der (oberirdischen) Reinigung werden die verdolten unterirdischen Bereiche regelmäßig kameratechnischen Untersuchungen unterzogen.
Für das öffentliche Freiburger Kanalnetz sowie die Abwasseranlagen wird ein Bereitschaftsdienst vorgehalten, der ständig 24 Stunden am Tag in Rufbereitschaft steht. Noteinsätze zur Sicherung der Abwasseranlagen oder bei Gewässeralarm, finden oft in Zusammenarbeit mit z. B. der Feuerwehr, dem Garten- und Tiefbauamt, Umweltschutzamt oder Wirtschaftskontrolldienst statt.